# Pavel Pekárek
Pavel Pekárek (Ústí nad Labem, 2 maggio 1946) è un ex cestista e allenatore di pallacanestro cecoslovacco.

## Carriera
Con la Cecoslovacchia ha disputato i Campionati mondiali del 1974.

## Palmarès

### Giocatore
- Campionato cecoslovacco: 2

Dukla Olomouc: 1972-73, 1974-75